# Zygmunt Szczakowski
Zygmunt Szczakowski, także Zygmunt Sierp-Szczakowski, ps. „Rawa” (ur. 27 grudnia 1903 w Warszawie, zm. 28 października 1981, tamże) – polski nauczyciel, poeta, oficer AK.

## Życiorys
Był ósmym dzieckiem Jana Nepomucena Szczakowskiego – robotnika-metalowca i Wiktorii z domu Suchodolskiej. Od 1911 mieszkał z rodziną w Zerzniu, gdzie jego rodzina posiadała 4-hektarowe gospodarstwo. Ukończył 3-oddziałową szkółkę wiejską, następnie uczył się w Progimnazjum filologicznym im. Polskiej Macierzy Szkolnej „Sokół” w Aninie. Od 1918 uczył się w szkole średniej przy Seminarium Duchownym w Płocku, zaś w 1920 przeniósł się na pierwszy kurs Seminarium Duchownego w Janowie Podlaskim. W 1924 opuścił seminarium i podjął naukę w Gimnazjum Męskim w Sierpcu, gdzie w 1927 uzyskał świadectwo dojrzałości. Następnie podejmował prace dorywcze i odbył służbę wojskową w Szkole Podchorążych Rezerwy w Jarocinie oraz podjął pracę w PKP. W 1936 ukończył studia polonistyczne na Wydziale Humanistycznym Uniwersytetu Warszawskiego pod kierunkiem Juliana Krzyżanowskiego.
Po wybuchu II wojny światowej pracował w kolejowym transporcie wojskowym na zachód od Warszawy. W październiku 1939 rozpoczął pracę nauczyciela języka polskiego w gimnazjum i liceum w Garwolinie, a po zamknięciu szkoły przez Niemców, prowadził tajne nauczanie w Celestynowie pod kierunkiem M. Rękasa i W. Kurkiewicza. Od listopada 1941 zaangażował się w działania dywersyjne i wywiadowcze w Armii Krajowej jako oficer, pseudonim „Rawa”. We wrześniu 1944 powrócił do pracy w Garwolinie.
W lutym 1945 przeniósł się z żoną i dziećmi do Łodzi, gdzie zajął się organizacją VIII i XIX gimnazjum i liceum, pełniąc m.in. do 1947 obowiązki dyrektora XIX gimnazjum i liceum. W 1947 został skierowany do CZSP Skórzanego, gdzie rozpoczął pracę jako szef działu szkolnictwa zawodowego. Na tym stanowisku zorganizował 10 szkół zawodowych. Następnie po 1950 był polonistą w XV gimnazjum i liceum w Łodzi oraz w latach 1950–1952 starszym asystentem w I Katedrze Historii Literatury Polskiej Uniwersytetu Łódzkiego oraz prowadził ćwiczenia z historii literatury polskiej w łódzkiej PWSP. W późniejszym okresie był dyrektorem w gimnazjum i liceum w Rudzie Pabianickiej, natomiast w latach 1952–1957 nauczycielem w IV gimnazjum i liceum Towarzystwa Przyjaciół Dzieci, oraz jako dyrektor w latach 1957–1958. W latach 1959–1970 był pracownikiem Studium Nauczycielskiego w Łodzi, a następnie polonistą w I Liceum Ogólnokształcącym dla Pracujących w Łodzi.
Był członkiem założycielem Ludowej Spółdzielni Wydawniczej, członkiem Towarzystwa Literackiego im. A. Mickiewicza z siedzibą w Łodzi (w latach 1948–1950 wiceprezesem, 1950–1954 prezesem oddziału łódzkiego). Był członkiem „Wici”, ZBoWiD, Towarzystwa Wiedzy Powszechnej, Towarzystwa Przyjaźni Polsko-Radzieckiej, Stronnictwa Ludowego (od 1945) i Zjednoczonego Stronnictwa Ludowego (do 1952). Od 1955 był członkiem PZPR, w latach 1956–1958 był członkiem dzielnicowej egzekutywy na Widzewie, a następnie w latach 1955–1957, 1960–1964 i 1970–1973 był sekretarzem PZPR w miejscach pracy. W latach 1946–1948 był kierował Wydziałem Oświaty w Zarządzie Wojewódzkim.
Został pochowany na cmentarzu Komunalnym Północnym w Warszawie.

## Działalność literacka
Szczakowski był zaangażowany w działalność Związku Literatów Polskich (od 1955), w tym Oddziału Wiejskiego ZLP. publikował pod pseudonimem Sierp. Był autorem pieśni historycznych i utworów lirycznych, tłumaczeń. Tłumaczył poetów polsko-łacińskich: Piotra Roizjusza, Jana Dantyszka, Mikołaja Hussowskiego, Krzysztofa Kobylańskiego i Macieja Kazimierza Sarbiewskiego.

### Publikacje
- W tamtych oczach (Łódź 1958)[1].

## Odznaczenia
- Krzyż Kawalerski Orderu Odrodzenia Polski,
- Złoty Krzyż Zasługi,
- Krzyż Partyzancki,
- Medal Zwycięstwa i Wolności 1945,
- Odznaka Grunwaldzka,
- Medal „Opiekun Miejsc Pamięci Narodowej”[1].